# 杜萨尔
杜萨尔（法語：Doussard，法語發音：[dusaʁ]）是法国上萨瓦省的一个市镇，位于该省中部偏西南，阿讷西湖南侧，属于阿讷西区。

## 地理
杜萨尔（45°46'32"N, 6°13'14"E）面积20.14 平方千米，位于法国奥弗涅-罗讷-阿尔卑斯大区上萨瓦省，该省份为法国东部省份，历史上为薩伏依的一部分，北与瑞士接壤，西接安省，南至萨瓦省，东与瑞士和意大利接壤。
与杜萨尔接壤的市镇（或旧市镇、城区）包括：塔卢瓦尔-蒙曼、雅尔西、舍瓦利讷、杜安、法韦日-塞特内、拉蒂勒。
杜萨尔的时区为UTC+01:00、UTC+02:00（夏令时）。

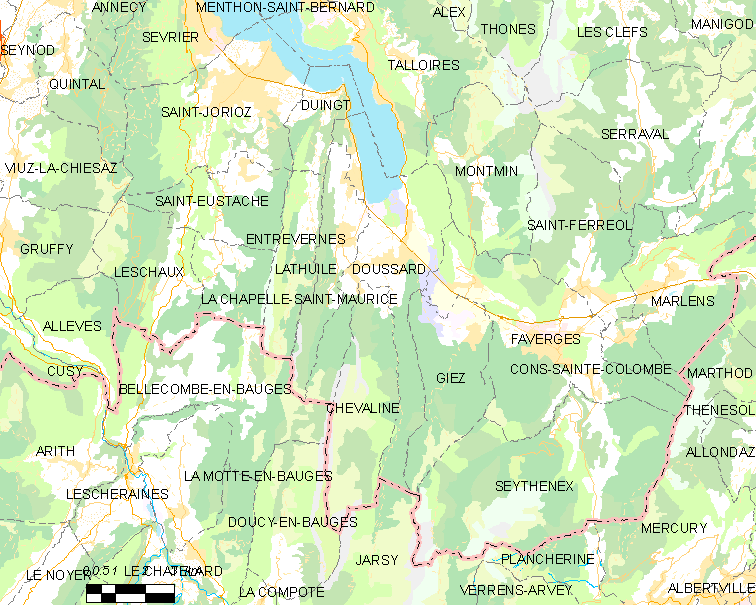
杜萨尔的OSM定位图

## 行政
杜萨尔的邮政编码为74210，INSEE市镇编码为74104。

## 政治
杜萨尔所属的省级选区为法韦日-塞特内县。

## 交通
上萨瓦省省道D181线和D1508线经过杜萨尔境内，有客运巴士前往省会阿讷西。

## 人口

1962-2008年间杜萨尔人口变化图示

杜萨尔于2022年1月1日时的人口数量为3688人。